# Palythoa wilsmoorei
Palythoa wilsmoorei är en korallart som beskrevs av Wilsmore. Palythoa wilsmoorei ingår i släktet Palythoa och familjen Zoanthidae. Inga underarter finns listade i Catalogue of Life.